# Golferenzo
Golferenzo (Gulfrèns in dialetto oltrepadano) è un comune italiano di 167 abitanti della provincia di Pavia in Lombardia. Si trova sulle colline dell'Oltrepò Pavese, nell'alta val Versa. Il piccolo borgo fa parte dell'associazione de I borghi più belli d'Italia.

## Storia
Golferenzo è elencato tra le terre che l'imperatore Federico I pose nel 1164 sotto il dominio pavese; questo dovrebbe indicare che questo luogo dovesse avere un proprio castello con autonoma giurisdizione. In epoca successiva, con il vicino Volpara, condivise le sorti di Montecalvo Versiggia, posseduto dal XIV secolo dai Beccaria di un ramo locale, disceso da Messer Fiorello, e passato poi al ramo di Montebello. Dopo la loro estinzione nel 1629, fu acquistato dai Dal Pozzo, che erano anche feudatari di Soriasco. Nel 1690 Golferenzo fu venduto ai Belcredi, sempre insieme a Montecalvo; tuttavia la frazione Pizzofreddo, che apparteneva a Golferenzo, in quel frangente passò con Soriasco ai Gambarana, restando definitivamente staccata da Golferenzo.
Il feudo di Montecalvo con Volpara e Golferenzo durò fino al 1797, quando il feudalesimo fu abolito. Tuttavia fino alla fine della seconda guerra mondiale gran parte del territorio comunale rimase di proprietà della famiglia Belcredi, i quali si avvalevano di mezzadri per la lavorazione dei fondi agricoli. Il castello rimase di proprietà della famiglia Varesi, per tre generazioni, fino agli anni novanta.

### Simboli
Lo stemma e il gonfalone sono stati concessi con decreto del presidente della Repubblica del 21 dicembre 1956.
Lo stemma si ispira al blasone dei Belcredi che furono marchesi di Golferenzo.

## Monumenti e luoghi d'interesse
Ancora oggi è possibile, visitando il piccolo centro storico, osservare dall'esterno (poiché sono proprietà privata) l'antico palazzo dei signori, le prigioni e la suggestiva chiesa di San Nicola (solitamente aperta la domenica mattina).

## Società

### Evoluzione demografica
Abitanti censiti

## Economia
Caratteristica predominante dell'economia di questo piccolo comune è l'agricoltura, più specificatamente la viticultura. Dai suoi vigneti nascondono vini pregiati: ci si trova infatti in una zona fortemente vocata nella coltivazione di pinot nero, pinot grigio, moscato.

## Amministrazione

### Comunità montane
Fa parte della fascia bassa della Comunità Montana Oltrepò Pavese.